# Геометријски стил
Геометријски стил је најстарији карактеристично грчки стил у уметности. Геометријски стил је цветао на крају грчког мрачног доба, око 900. до 800. п. н. е. Његов центар је био Атина, а раширио се по трговачким градовима по Егејском мору.
Сликана грнчарија у геометријском стилу је била међу најтраженијим артиклима којима су грчки трговци освајали нова тржишта. Грнчарија је у старом свету имала вишеструку намену - од посуда за складиштење и транспорт намирница, преко оних које су служиле као надгробни споменици, за сахране и друге ритуале, све до малих посуда за скупоцене парфеме.
Грнчарија је најпре била украшена апстрактнилм шарама (троуглови, шаховски орнамент, концентрични кругови), али око 800-те године п. н. е. у оквиру тог геометријског орнамента јављају се животињске и људске фигуре. Ипак, начин њиховог приказивања је и даље јако ограничен. Појединачне фигуре или групе које се појављују у једнаким размацима једва да су нешто више од орнамента. Део су истог ткања које покрива целу површину вазе и њихова се величина мења у складу са површином коју теба испунити. Понекад је веома тешко разликовати органске од геометријских елемената.
Скулптуре су фигурине малих размера. Дела су слободна, нису везана за архитектуру. Облици су шематски.
Ксоане су скулптуре од дрвеног дебла чија је примарна форма форма дебла. Скулптуре су сведене и геометријске, глава је представљена као круг, торзо као троугао, ноге су паралелне, а руке су уз тело. Све је рађено без детаља и нескладно. Овај облик се касније пренео и на мермер. Ни једна ксоана није сачувана.
Око 700. године п. н. е. грчка уметност улази у нови период – оријентализујући стил, који је под снажним утицајем Египта и Блиског истока. Развоју овог стила је допринео развој трговине. Геометријски орнамент је још увек присутан, али је ограничен на периферне зоне амфора и ваза, а запажамо и спиралне преплете и розете као нове мотиве. Највеће партије одређене су за наративне сцене, тј. фигуре су јасније и доминирају у односу на декоративне елементе.

## Најпознатија дела
- Дипилонске вазе, VIII век п. н. е. - Приказује сахрану. Служила је као надгробни споменик, као и за жртвене дарове намењене покојнику.
- Амфора из Елеузине – ослепљење Полифема и Горгоне, 675 – 650 година п. н. е.